# 3차원

3차원 직교 좌표계.

3차원(三次元, 영어: Three Dimension)은 차원이 3인 것을 가리킨다. 면과 면으로 이루어져 있는 차원이고 우리가 사는 공간은 3차원이며 물리학에서는 시간을 포함하여 시공간으로 나타내는 일도 있다.

## 유클리드 기하학

### 좌표계
3차원의 좌표는 직교 좌표계, 원통 좌표계, 구면좌표계로 나타낸다……
아래는 좌표계의 그림이다.

직교 좌표계
원통 좌표계
구면 좌표계

### 폴리토프
3차원의 폴리토프는 다면체라고 한다. 3차원의 초구는 구다.

## 같이 보기
- 차원